# UFC 318 : Holloway contre Poirier 3
UFC 318 : Holloway contre Poirier 3 est un événement d'arts martiaux mixtes produit par l'Ultimate Fighting Championship qui a eu lieu le 19 juillet 2025 au Smoothie King Center de la Nouvelle-Orléans, en Louisiane.

## Contexte
L'événement était la sixième visite de la promotion à la Nouvelle-Orléans et la première depuis l'UFC Fight Night : Boetsch vs. Henderson en juin 2015. 
L'ancien champion poids plume de l'UFC, Max Holloway, a mis son titre symbolique de « BMF » ( le plus dur des enfoirés ) en jeu contre l'ancien champion intérimaire des poids légers de l'UFC, Dustin Poirier, dans un combat de poids légers lors de l'événement principal. Il s'agissait de leur troisième rencontre et le combat pour la retraite de Poirier. Le duo s'est rencontré pour la première fois à l'UFC 143 en février 2012, lorsque Holloway a fait ses débuts promotionnels et a perdu par soumission par triangle-armbar. Leur deuxième sortie a eu lieu en avril 2019 à l'UFC 236, lorsque Poirier est devenu champion intérimaire des poids légers après avoir gagné par décision unanime, ce qui a également mis fin à la séquence de 13 victoires consécutives de Holloway. 
Un combat de poids moyen entre l'ancien challenger du championnat des poids moyens de l'UFC Marvin Vettori et l'ancien champion des poids moyens de la LFA Brendan Allen était prévu lors de l'événement. Le duo devait auparavant être la tête d'affiche de l'UFC Fight Night : Allen vs. Curtis 2 en avril 2024, mais Vettori s'est retiré en raison d'une blessure. 
Un combat de poids welters entre Islam Dulatov et Adam Fugitt devait avoir lieu lors de l'événement. Le duo devait initialement se rencontrer lors de la Soirée de combat UFC : Cejudo contre Song en février dernier, mais Dulatov a été contraint de se retirer en raison d'une blessure grave . 
Un combat de poids welters entre Neil Magny et Gunnar Nelson était prévu pour cet événement. Ils auraient dû se rencontrer en mai 2018 lors la Soirée de combat de l'UFC Fight Night : Thompson contre Till, mais Nelson a été contraint de se retirer en raison d'une blessure au genou. Deux semaines avant l'événement, il a été rapporté que Nelson s'était à nouveau retiré en raison d'une blessure aux ischio-jambiers, le combat a donc été annulé et Magny a été déplacé à l'UFC sur ESPN : Albazi contre Taira deux semaines plus tard avec un adversaire différent,. 
Un combat de poids mi-lourd entre Jimmy Crute et Marcin Prachnio était prévu pour cet événement. Ils devaient initialement concourir en février à l'UFC 312, mais Prachnio a dû se retirer du combat pour des raisons inconnues,.  
Un combat de poids moyen entre Ateba Abega Gautier et Robert Valentin était prévu pour cet événement. Ils devaient participer à l'UFC sur ESPN : Lewis contre Teixeira une semaine auparavant, mais le duo a été déplacé à cet événement pour des raisons inconnues. 
Un combat de poids paille féminin entre Amanda Ribas et Tabatha Ricci était prévu pour cet événement. Cependant, le combat a été déplacé à l'UFC sur ABC : Whittaker contre de Ridder une semaine plus tard pour des raisons inconnues. 
Un combat de poids moyen entre l'ancien challenger au titre Paulo Costa et Roman Kopylov était prévu pour l'UFC 317 : Topuria contre Oliveira. Cependant, le combat a été déplacé à cet événement pour des raisons inconnues. 
Kevin Holland et Daniel Rodriguez devaient se rencontrer dans un combat de poids welters lors de cet événement. Le duo a d'abord été réservé à l'UFC Fight Night: Woodley vs. Burns en mai 2020, mais Holland s'est retiré en raison d'une blessure. Ils devaient ensuite se rencontrer à nouveau en septembre 2022 à l'UFC 279 dans un combat à poids convenu de 180 livres. Cependant, la promotion a choisi de les réserver à court préavis contre différents adversaires lors du même événement, principalement en raison du poids manquant de Khamzat Chimaev de près de 10 livres pour son combat principal (Holland et Chimaev ont fini par s'affronter dans le co-événement principal). 
Un combat de poids moyen entre Ikram Aliskerov et Brunno Ferreira était prévu pour cet événement. Cependant, le 30 juin, Aliskerov s'est retiré du combat en raison d'un orteil cassé et a été remplacé par le nouveau venu promotionnel Jackson McVey,. 

## Carte de combat
| Carte préliminaire                                          | Carte préliminaire   | Carte préliminaire | Carte préliminaire | Carte préliminaire                       | Carte préliminaire | Carte préliminaire | Carte préliminaire |
| Catégorie                                                   |                      |                    |                    | Méthode                                  | Round              | Chrono.            | Notes              |
| ----------------------------------------------------------- | -------------------- | ------------------ | ------------------ | ---------------------------------------- | ------------------ | ------------------ | ------------------ |
| Poids Légers                                                | Max Holloway (c)     | déf.               | Dustin Poirier     | Décision (unanime) (48-47, 49-46, 49-46) | 5                  | 5:00               | 1.                 |
| Poids Moyens                                                | Paulo Costa          | déf.               | Roman Kopylov      | Décision (unanime) (30-27, 30-27, 29,28) | 3                  | 5:00               |                    |
| Poids Welter                                                | Daniel Rodriguez     | déf.               | Kevin Holland      | Décision (unanime) (29-28, 29-28, 29-28) | 3                  | 5:00               |                    |
| Poids Plumes                                                | Patrício Pitbull     | déf.               | Dan Ige            | Décision (unanime) (29-28, 29-28, 29-28) | 3                  | 5:00               |                    |
| Poids Légers                                                | Michael Johnson      | déf.               | Daniel Zellhuber   | Décision (unanime) (29-28, 29-28, 29-28) | 3                  | 5:00               |                    |
| Carte préliminaire (ESPN/ESPN+/Disney+)                     |                      |                    |                    |                                          |                    |                    |                    |
| Poids Coq                                                   | Vinicius Oliveira    | déf.               | Kyler Phillips     | Décision (unanime) (29–28, 29–28, 29–28) | 3                  | 5:00               |                    |
| Poids Moyens                                                | Brendan Allen        | déf.               | Marvin Vettori     | Décision (unanime) (30–27, 30–27, 29–28) | 3                  | 5:00               |                    |
| Poids Welter                                                | Nikolay Veretennikov | déf.               | Francisco Prado    | Décision (divisée) (28–29, 29–28, 29–28) | 3                  | 5:00               |                    |
| Poids Moyens                                                | Ateba Abega Gautier  | déf.               | Robert Valentin    | TKO (coups de poings)                    | 1                  | 1:10               |                    |
| Carte préliminaire anticipée (ESPN+/Disney+/UFC Fight Pass) |                      |                    |                    |                                          |                    |                    |                    |
| Poids Welter                                                | Islam Dulatov        | déf.               | Adam Fugitt        | KO (coups de poings)                     | 1                  | 4:06               |                    |
| Poids Lourds-Légers                                         | Jimmy Crute          | déf.               | Marcin Prachnio    | Soumission (armbar)                      | 1                  | 4:42               |                    |
| Poids Lourds                                                | Ryan Spann           | déf.               | Łukasz Brzeski     | Soumission (étranglement guillotine)     | 1                  | 2:47               |                    |
| Poids Mouches                                               | Brunno Ferreira      | déf.               | Jackson McVey      | Soumission (armbar)                      | 1                  | 3:35               |                    |
| Poids Mouches Femmes                                        | Carli Judice         | déf.               | Nicolle Caliari    | TKO (genou et coups de poings)           | 3                  | 1:30               |                    |

1. ^ Pour le titre symbolique "BMF"

## Récompenses bonus
Les combattants suivants ont reçu chacun un bonus de 50 000 $ : 
- Combat de la soirée : Brendan Allen contre Marvin Vettori
- Performance de la soirée : Ateba Abega Gautier, Islam Dulatov, et Carli Judice